# Шиково (Кимрский район)
Шиково —  упразднённая деревня Кимрского района в Тверской области России. Ныне урочище

## Название
Первоначально — деревня Шикова.

## География
Урочище находится на левом берегу реки Волга. Было затоплено Угличским водохранилищем

## История
В 1635 году на 8 дворах проживали 15 крестьян и 7 бобылей
До упразднения уездно-губернского деления входило в состав Медведицкой волости
Кашинского уезда .

## Население
К 1873 году проживало 99 жителей (51 мужчина, 48 женщин).

## Инфраструктура
Личное подсобное хозяйство с зоной сельскохозяйственного использования, индивидуальная застройка усадебного типа.
К 1873 году — 15 дворов.
Жители занимались сапожным делом. Дети учились в селе Медведицкое